# Halmhatt

En lila stråhatt.

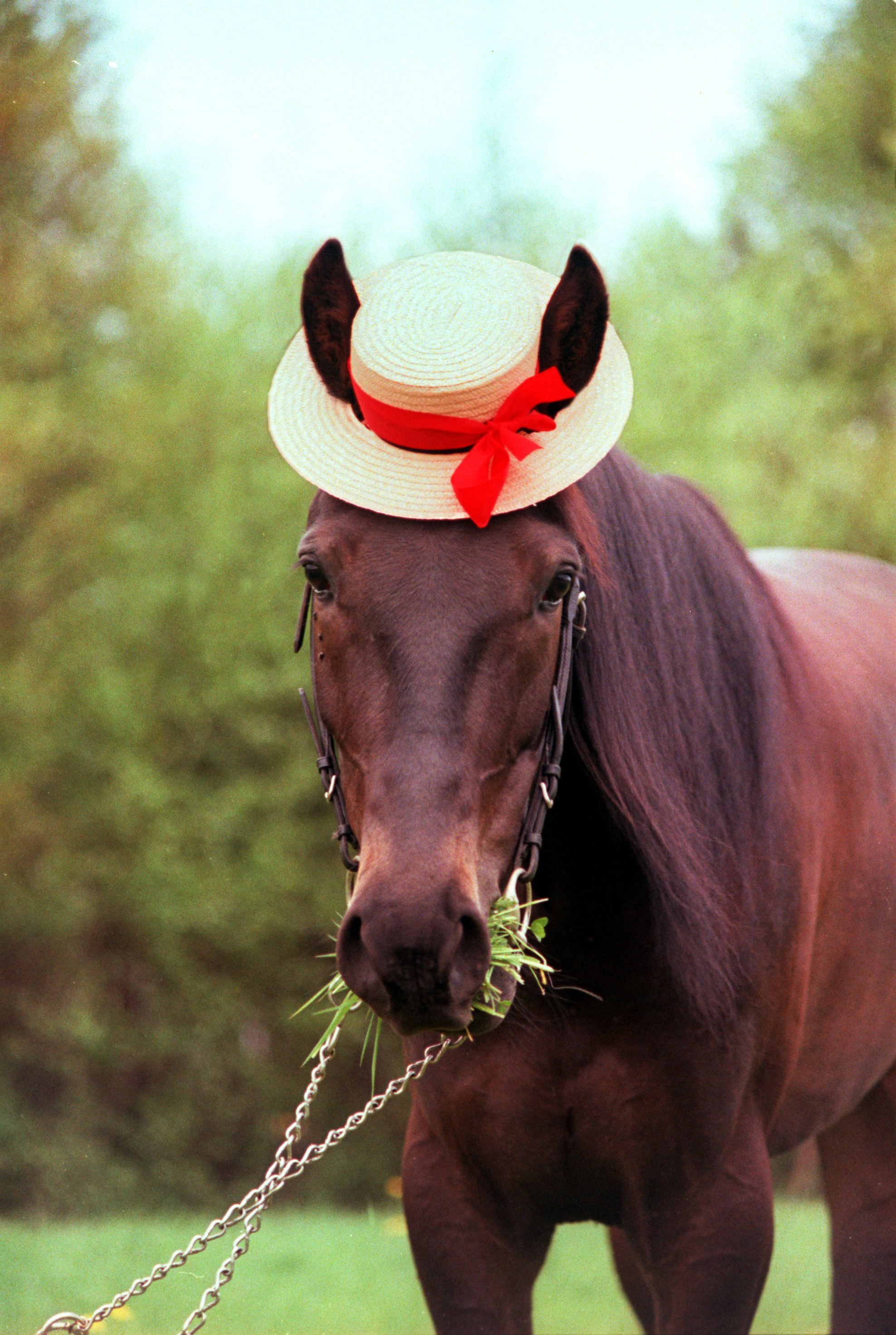
Travhästen Legolas med en halmhatt.

Halmhatt, ibland även kallad stråhatt är en hatt flätad av halm från råg och då vanligen sorterna svedjeråg och kungsråg. Det är sorter som kan bli manshöga och därför lämpar sig bra till ändamålet. 
Under slutet av 1800-talet blev halmhatten en populär huvudbonad för både män och kvinnor, oavsett samhällsskikt. Till en början importerade Sverige sina hattar från Schweiz, England och Italien och till och med från bortre Asien, men snart började de tillverkas även i Sverige. 
Störst framgång hade Ärtemarks socken i Dalsland, där invånarna ända fram till 1930-talet hade hattillverkning som en viktig biinkomst. Under höst- och vintermånaderna fanns tid över till att fläta råghalm. Runt om i hemmen handflätades flätor som därefter manglades platta och samlades ihop i packar. Alla i familjen hjälptes åt med tillverkningen. Hattarna syddes helt för hand i hemmen men sedermera kom hattsymaskiner i bruk. De färdiga hattarna transporterades till de så kallade presshusen där de  doppades i limbad och pressades till sin slutliga form över varma formar av täljsten. ”Ärtingehatten” blev efter hand ett begrepp. Distributionen skedde ofta via ”hattknallarna” som fyllde sina kärror med halmhattar och gav sig iväg på långa vandringar.
En bidragande orsak till de billiga halmhattarnas popularitet var att de skyddade bra mot solens strålar. På den här tiden signalerade en solbränd hy underklass.
Ordet "halmhatt" är belagt i svenska språket sedan 1651.
Halmens Hus i Bengtsfors är ett museum över halmhantverk.